# 普鲁良斯
普鲁良斯（西班牙語：Prulláns）是西班牙加泰罗尼亚莱里达省的一个市镇。 总面积21平方公里，总人口212人（2001年），人口密度10人/平方公里。